# Kris Evans
Kris Evans (* 2. Mai 1986 in Nagyatád als Csaba Szigeti) ist ein ehemaliger ungarischer Pornodarsteller, Model und Bodybuilder. Er wirkte ausschließlich in homosexuellen Pornofilmen mit. Als Pornodarsteller ist er unter seinem Pseudonym Kris Evans und als Bodybuilder unter seinem Geburtsnamen bekannt. Er ist 192 cm groß und zählte damit zu den größten Pornodarstellern.

## Leben

### Pornofilmkarriere alsKris Evans
Evans debütierte mit 18 Jahren in der homosexuellen Pornobranche, wo er seinen ersten Vertrag bei Bel Ami unterschrieb. Zu dieser Zeit meinte Evans, dass er heterosexuell sei und allgemein noch keine sexuelle Erfahrung habe. G. Duroy konnte ihn aber überzeugen, mitzumachen. Nach seinem ersten Video im Jahr 2005 dauerte es laut eigenen Aussagen zwei Jahre, um über einen exklusiven Vertrag nachzudenken, den er schließlich 2007 unterschrieb, worauf weitere Videos folgten. Während dieser Zeit arbeitete er bei der Polizei in Ungarn und um einen Skandal zu umgehen, fragte man ihn mehrmals, ob er sich wirklich sicher sei, an den Dreharbeiten teilzunehmen. 2010 musste er seinen Beruf als Polizist kündigen, da seine Pornokarriere in seiner Heimatstadt mit 12.000 Einwohnern aufflog. Medienberichten zufolge beschwerte sich ein „neidischer“ Arbeitskollege, der nicht akzeptieren wollte, dass Evans ein teures Auto hatte und Designer-Kleidung trug. Evans kündigte, bevor das Amt ihm kündigen konnte. In den ersten Jahren seiner Pornokarriere hatte er nicht die Absicht, mit Pornografie in Verbindung stehend populär zu werden, doch der Skandal mit der Amtsniederlegung als Folge und die bessere Bezahlung in der Sexindustrie brachten ihn dazu, die Gegebenheiten zu akzeptieren. Obwohl er mit seiner Familie wegen der Pornokarriere im Konflikt stand, hielt er an seiner Tätigkeit fest, da er aufgrund der damaligen Wirtschaftskrise in Ungarn finanzielle Ziele erreichen wollte, bevor er seine Karriere beenden würde. Außerdem bestand eine weitere Motivation darin, dass er seine Arbeit als Pornodarsteller mochte.
Mit Bel Ami reiste er für Dreharbeiten in Länder wie Australien, Deutschland, die USA und Südafrika. Evans gilt als Erfolgsrezept der Bel-Ami-Studios und wird gegenwärtig als einer der erfolgreichsten Porno-Idole weltweit dargestellt. Beinamen wie „körperlich makellosester Pornodarsteller der homosexuellen Pornoindustrie“ oder „der Cristiano Ronaldo der homosexuellen Pornoindustrie“ werden ihm oft vergeben. Dazu trägt auch bei, dass er die meiste Zeit die Sexualakte in aktiver Rolle (Top) spielt, aber auch eher selten mal sich in passiver Darbietung (Bottom) darstellt. Neben seinem Körperbau ist er auch dafür bekannt, die „besten“ Cumshots in der Pornoindustrie zu haben, die häufig als explosiv beschrieben werden. Er ist außerdem bisher der einzige Pornodarsteller, der im Bezug auf die Darsteller von BelAmi eine eigene Webpräsenz bekam, die aber nach konzeptioneller Umstrukturierung bei BelAmi offline genommen und der Inhalt von Evans′ Videos auf die Hauptseite von BelAmi zurück integriert wurde.
2011 spielte er im ersten 3D-Film von Bel Ami, BelAmi 3D, mit. Außerdem wurde im selben Jahr ein Werbevertrag mit Fleshjack bekanntgegeben, das zu dieser Zeit die erfolgreichste Sexspielzeug-Marke der Welt war. Im Jahr 2012 malte der Künstler Ross Watson ein Bild von Evans im Stil von Michelangelo Merisi da Caravaggio, das er für 50.000 US-Dollar an einen privaten Sammler in New York verkaufen konnte. Das Bild zeigt Evans sich bückend und Unterwäsche tragend in der Szenerie des Bildes „Berufung des Hl. Matthäus“. Vom 25. September bis zum 7. Oktober fand das Bild seinen Platz in einer Exhibition von The Gallery in Redchurch Street.
Im Jahr 2015 wirkte er für die Marke „Addicted“ (Eigenschreibweise: ADDICTED) in einer Werbekampagne mit, bei der er Unterwäsche der Frühlings- und Winter-Kollektion und Badeanzüge der Sommerkollektion mit einigen Darstellern von Bel Ami bewarb.
Auch sein Cousin ging 2016 mit dem Pseudonym Andy Smith bei BelAmi unter Vertrag. BelAmi gab im selben Jahr bekannt, dass Evans im gleichen Jahr noch in den Ruhestand gehen werde und man vor seinem Ruhestand in der Sexindustrie eine unbekannte Anzahl an Pornos gedreht habe, die man dann in der Zeit seines Ruhestands veröffentlichen möge. Einige dieser Pornos wurden bereits veröffentlicht.
Obwohl er seit 2016 im Ruhestand der Sexindustrie ist, war er zur Jahreshälfte 2018 unter seinem Pseudonym Kris Evans der zweitmeistgesuchte homosexuelle Pornodarsteller im Internet und verzeichnet damit seinen ersten Top-10-Einstieg. Im selben Jahr wurde er zu den zehn einflussreichsten Pornodarstellern der homosexuellen Sexindustrie für die 2010er-Dekade gezählt. Auch nach seinem Ruhestand sei er präsent und wurde aufgrund seiner „klassischen“ Schönheit als eine „lebendige Ken-Puppe“ sowie einer der größten Erfolge der Dekade von Bel Ami beschrieben. Im Dezember des Jahres wurde schließlich bekanntgegeben, dass er der viertmeistgesuchte homosexuelle Pornodarsteller im Internet für 2018 war. Dies war sein erster Top-10-Einstieg in den Jahrescharts, im Vorjahr war er auf Rang 33.

### Bodybuildingkarriere alsCsaba Szigeti
Seit 2016 ist Evans als Bodybuilder aktiv und gab sein Debüt bei der FIBO 2016 in Köln.
Im Jahr 2017 gab er ein Videointerview mit Fit Media Channel auf YouTube, das einen breiten Aufmerksamkeitsgrad auswirkte. Das Video, das mehr als eine Million Aufrufe erlangen konnte, wurde mit dem Titel The Body of a Super Hero (dt. der Körper eines Superheldens) beworben und viele idolartige Kommentare wurden dazu verfasst. Während er als Pornodarsteller mit einer Größe von 193 cm vermarktet wurde, erklärte er in diesem Video, dass er 192 cm groß sei. Zusätzlich äußerte er sich, dass er zu diesem Zeitpunkt 105 kg wiege. In seiner Pornokarriere wog er um die 88 kg, die zumindest auf seinem Bel-Ami-Profil erwähnt waren. Er selbst sagt, er nutze keine Steroide und würde schon sein Leben lang auf natürliche Weise trainieren. Im Mai des Jahres veröffentlichte er ein Lifestyle-Video in Kollaboration mit Sizeandsymmetry, einem deutschen Anbieter für Sportnahrung. Später wurde er von Fit Media Channel als einer der heißesten Männer 2017 (Hottest Guys on the Planet 2017) betitelt. Im Kommentarbereich des Videos fiel sein Name am häufigsten in zustimmender Verbindung. Abschließend zum Jahr 2017 wurde er vom selben YouTube-Kanal in der Liste der 20 besten Körper 2017 (Best Bodies of 2017) auf #5 ausgezeichnet.

## Privatleben
Evans beziehungsweise Csaba ist heterosexuell und führte seine exklusiv-homosexuelle Pornokarriere nur im Gay-for-Pay-Konzept aus. Er ist in einer festen Beziehung mit einer Frau; auch während seiner Pornokarriere war er in fester Beziehung mit einer Frau.

## Filmografie (Auswahl)
- 2005: Bel Ami XL Files 3
- 2007: Bel Ami XL Files 5
- 2008: Pin Ups: Oversized
- 2010: Step by Step: Education of a Porn Star: Kris Evans
- 2010: Step by Step: Jean-Daniel Chagall
- 2010: Three
- 2010: Cocky Friends
- 2010: Drop Your Pants
- 2010: Johan's Journal 4: On the Set
- 2010: Kris and Dolph
- 2010: More Than You Can Handle
- 2011: Doing It Together: The Peters Twins
- 2011: Kris Evans: Up And Close
- 2011: BelAmi 3D
- 2012: Irresistible
- 2012: Peters Twins Doing It Together
- 2012: Summer
- 2012: American Lovers 2
- 2013: Buddies with Benefits
- 2013: Forever Lukas
- 2013: Official Scary Parodies 2: Killer Fucking Compilations
- 2013: Perfect Match
- 2014: Breathless
- 2014: Kinky and Kris
- 2015: Addicted Experience 2
- 2015: Bel Ami Legends
- 2015: Evening Rituals 2
- 2015: Kris and Torsten 1
- 2016: Addicted to Kris
- 2016: Kris and Andrei 1
- 2016: Kris and Andrei 2
- 2016: Kris, Vadim, Darius and Tommy – Condom Archive
- 2016: Photosession: Kris Evans, Ryan Kutcher
- 2016: Kris and Danny – Part 1
- 2016: Kris, Danny and Jean-Luc – Part 2
- 2017: Vadim, Jack and Kris 1
- 2017: Vadim, Jack and Kris 2
- 2017: Photosession: Kris and Zac
- 2017: Kris, Julien and Zac – Part 1
- 2017: Kris, Julien and Zac – Part 2
- 2017: Loving Kris
- 2017: Kris and Roald
- 2017: Kris and Miguel
- 2017: Kris and Jon
- 2017: Backstage: Summer Break – Part 3: Where Is Adam
- 2018: Kris and Raphael
- 2018: Jock Love
- 2018: Forgotten Treasures

## Bildbände
- Bel Ami: Oversized, Bruno Gmünder Verlag, 1. Juni 2011, ISBN 3-86787-094-2
- Bel Ami: 69 Positions of Joyful Gay Sex: Special Edition, Bruno Gmünder Verlag, 12. April 2012, ISBN 3-86787-261-9
- Joan Crisol: Bel Ami Rebels, Bruno Gmünder Verlag, 1. September 2012, ISBN 3-86787-425-5
- Axel Neustädter: Gayma Sutra: The Complete Guide to Sex Positions, Bruno Gmünder GmbH, 1. September 2014, ISBN 3-86787-792-0 (Taschenbuch mit Evans als Darsteller)
- Axel Neustädter: Loverboys Classic 20: Ab unter die Dusche!, 1. November 2014, ISBN 3-86787-783-1

## Auszeichnungen
Gewonnene Auszeichnungen
- Grabby Awards
  - 2011: Hottest Cock Uncut[22]
  - 2013: Best Duo für American Lovers 2 (Bel Ami) zusammen mit Mick Lovell[23]

Nominierungen
- AVN Awards
  - 2010: Best Newcomer[24]
  - 2018: Favorite Body[25]
- Cybersocket Web Awards
  - 2016: Best Porn Star[26]
- Grabby Awards
  - 2011: Best Performer[27]
  - 2011: Best Newcomer[27]
  - 2013: Hottest Top[23]
  - 2014: Hottest Top[28]
  - 2014: Hottest Cock[28]
  - 2016: Best Movie or Web Series of the Year[26]
- Str8UpGayPorn Awards
  - 2017: Best Body[29]
- XBIZ Europa Awards
  - 2019: Gay Performer of the Year[30]